# Општина Руђиноаса (Њамц)
Руђиноаса (рум. Ruginoasa) општина је у Румунији у округу Њамц.
Oпштина се налази на надморској висини од 302 m.

## Становништво

### Хронологија
| Година       | 2004 | 2005 | 2006 | 2007 | 2008 | 2009 | 2010 | 2011 | 2012 | 2013 | 2014 | 2015 | 2016 | 2017 |
| ------------ | ---- | ---- | ---- | ---- | ---- | ---- | ---- | ---- | ---- | ---- | ---- | ---- | ---- | ---- |
| Становништво | 1921 | 1917 | 1919 | 1927 | 1944 | 1936 | 1939 | 1946 | 1953 | 1922 | 1925 | 1942 | 1926 | 1909 |